# Teodoro de Cirene
Teodoro de Cirene, filósofo e matemático grego, nascido em Cirene, Líbia.
Foi um dos principais filósofos da escola de filosofia moral de Cirene. Aluno de Protágoras e professor de Teeteto e do próprio Platão, viveu a maior parte da vida em Atenas onde teve permanentes contatos com Platão e Sócrates, tratando de filosofia, astronomia, aritmética, música e, praticamente, todos os assuntos educacionais. Seus conhecimentos chegaram ao nossos dias nos escritos de Platão e Teeteto.
Na matemática, foi pioneiro no estudo da irracionalidade das raízes dos números inteiros não-quadrados (2, 3, 5, etc.), tendo desenvolvido a prova de que a raiz de dois era irracional, a partir do teorema de Pitágoras.
Pitagórico, acreditava que nenhum dos prazeres ou dores eram bons nem maus e que a alegria e o juízo eram suficientes para a felicidade.
Faleceu em Cirene.